# 萨罗杰·杜塔
萨罗杰·杜塔（1914年3月13日—1971年8月5日)是印度共产主义知识分子和诗人，活跃于1960年代西孟加拉邦的纳萨尔巴里运动。在1940年代担任《甘露市场报》总编辑。
人们普遍认为，他在1971年8月5日的一次警察遭遇战中被杀害。但他在警方和国家记录中至今被标记为下落不明。

## 生平
1914年3月13日出生于西孟加拉杰索尔市（现属孟加拉国）的一个拥有土地的家庭。他在诺拉尔县的维多利亚中学学习，后于1936年从加尔各答的苏格兰教会学院（Scottish Church College）毕业。1938年他在加尔各答大学获得英语文学硕士学位。
杜塔在1940年代早期进入《甘露市场报》工作，然而他在1949年因作为印度共产党成员加入暴力活动而被解雇。1962年，在中印战争之后，他曾因同情中国而被短暂逮捕。1964年，他加入了印度共产党（马克思主义），并且是他们的刊物《 Swadhinata》的编辑（和萨希塔尔·雷·乔德里一起）。1967年大选前夕，当印共（马）决定加入选举政治时，他是许多幻想破灭的激进分子的一员。
他和萨希塔尔·雷·乔德里及其他一些加尔各答知识分子一道，支持1967年5月由查鲁·马宗达领导的纳萨尔巴里起义。1969年4月，他成为印度共产党（马列）创始成员之一，该组织一年后因以地主和警察为目标的武装游击战而被取缔。
1971年8月4日至5日晚，警察在他朋友Debiprasad Chattapadhyaya的家中逮捕了杜塔。据说，当天上午，他在马坦公园的Aryan俱乐部一楼被加尔各答警察杀害。  也有人说，电影明星Uttam Kumar在晨间散步时目睹了枪击事件，后来在喝醉的时候谈论了这件事；这是1994年孟加拉语电影《Sopan》的故事情节。 孟加拉语作家Dibyandu Palit在他的小说《Sahajoddha》中也对这个事件进行了探讨。
1977年，在印共（马）以左翼阵线多数重新掌权后，许多纳萨尔派同情者签署了一份请愿书，要求调查萨罗杰·杜塔的死因。请愿书递交给首席部长乔蒂·巴苏。调查并未进行。

## 电影
由Kasturi Basu和Mitali Biswas于2018年执导的长篇纪录电影《S.D.：萨罗杰·杜塔和他的时代》（S.D. : Saroj Dutta and His Times），描绘了萨罗杰·杜塔作为诗人、记者、翻译、理论家和革命家的人生旅程。该片采访了萨罗杰·杜塔被加尔各答警方劫持的两名目击者—— Debiprasad Chattopadhyay和 Manjusha Chattopadhyay，这是唯一一次在镜头前采访他们。